# 鯉魚門陶瓷廠山坡窯爐
鯉魚門陶瓷廠山坡窯爐是鯉魚門萬機陶瓷廠的一個倒焰式高溫窯爐，始建於1960年，燒成溫度1,280.c-1,320.c。專門燒製高溫釉下彩青花瓷、釉裡紅、影青瓷、龍泉釉瓷，瓷板及紅釉瓷器。
此窯之特色是捨棄傳統製瓷窯必需使用匣砵框架，直接使用倒焰氣氛燒成，將已上好釉泥坯裝進窯後，用磚塊將窯門密封再糊上一層耐火土，並預留一個活動磚位以便在燒成階段可取出火標觀察釉料溶解程度是否達標，達標後才可停火。
在整個燒窯過程分三個階段：小火(時間約10-12小時，從室溫升至450.c)使用木柴讓窯溫緩慢上升。中火(時間約6小時，450.c至1,000.c)使用柴油機控制空氣與燃油份量讓燒成溫度緩慢上升。註：小火至中火均是以氧化焰燒成，讓坯體結晶水及氧化物隨著煙道排放。大火(時間約6小時) 在大火時間需要從煙卣將磚塊抽出，讓排火通道窯火從負壓轉為正壓，並增加柴油燃料降低空氣比例，形成大量一氧化碳從瓷坯釉吸取氧元素形成還原氣氛，此氣氛可將帶微量鐵元素的物料還原成泛青色的釉面，也可將帶銅的釉料還原成赤紅色的釉面效果。
此小型倒焰窯爐是因應工作坊小量生產，每次燒瓷數量不多週轉期較方便。在當時曾留學美國的陶瓷博士武作哲先生參觀過此窯爐，很驚奇此窯爐之設計及燒出漂亮的青花瓷器。
因1968年該窯爐失火燃燒山上野草造成山火而棄置，改在平地重建一較大型的窯爐繼續燒製陶瓷產品。